# María Antonia de Castro Rosales
María Antonia de Castro Rosales (Madrid, 1 de febrero) es una historiadora del arte española, comisaria independiente de exposiciones y colaboradora en crítica de arte de diversos medios de comunicación.

## Trayectoria
Doctora en historia del arte por la Universidad Nacional de Educación a Distancia (UNED), se licenció en esa especialidad en la Universidad Autónoma de Madrid, desde muy joven trabaja en distintos ámbitos del campo de la cultura. En su juventud fue galerista emprendedora. Posteriormente desarrolla una carrera profesional multifacética como investigadora, crítica de arte, comisaria de exposiciones colectivas nacionales e internacionales, coordinadora de eventos culturales, organizadora de ciclos de conferencias, jurado de premios y becas de artes plásticas, redactora de piezas para Metrópolis (RTVE). Investiga, escribe y difunde sobre los temas de género y ha trabajado por la visibilidad de las mujeres en el mundo de la cultura y en el arte en particular. Ha publicado el libro de poemas Copa de Cristal presentado en el Museo Thyssen Bornemisza.
Con 21 años dirigió la Galería de arte Barocco en Madrid, donde organizó una de las primeras exposiciones de formas generadas por ordenador que se vieron en España. Tras esta experiencia en el mundo de las galerías de arte decidió abandonar el aspecto comercial de la cultura y dedicarse de pleno a escribir como crítica e investigadora, y a organizar exposiciones como comisaria. 
En su tesis doctoral sobre “Primitivismo y espiritualidad en la abstracción de Palazuelo, Tapies y Millares” investiga las formas abstractas como lenguaje que expresa y comunica una particular percepción del mundo vinculada con antiguos sistemas de pensamiento y espiritualidad.
Cautivada por las actividades transformadoras de la imagen corporal entre culturas nómadas africanas y por su noción de la identidad ha realizado ensayos comparados con las actuales prácticas artísticas sobre el cuerpo.
Ha trabajado temas específicos como comisaria de varias exposiciones colectivas nacionales e internacionales: la modernidad en “Les artistes espagnols et la modernité” en la Fundación Pierre Gianadda de Martigny (Suiza), el concepto de "lugar" en “Extrañamientos, este lugar desconocido” en la Sala Alcalá 31 de la Comunidad de Madrid o el rostro y la identidad en “Galería de Retratos” para el Círculo de Bellas Artes de Madrid y el Museo de Bellas Artes de Sevilla.
Ha organizado y dirigido la coordinación de importantes eventos culturales de los que cabe destacar: Madrid en común. Las dos orillas América y España, con 38 actividades entre exposiciones, conciertos, proyecciones de cine, conferencias... y 9 instituciones participantes: ARCO, MNCARS, Casa de América, C.A.M., Ministerio de Fomento, Residencia de Estudiantes, Círculo de Bellas Artes, Instituto de México e Instituto Francés, también, la II Edición Premios MAV y las actividades en Museos Estatales del 2º Festival Miradas de Mujeres. Asesoró el programa de exposiciones de arte de la Dirección General de Cultura de la Consejería de Educación y Cultura del Gobierno Balear entre 1986 y 1988.
Como miembro del jurado ha participado en la concesión de varios premios y becas de artes plásticas como las Becas Grupo Endesa - Diputación de Teruel, los Premios y Becas de Arte Caja Madrid, el Primer Premio de Artes Plásticas de la Comunidad de Madrid.

## Trabajos
Le interesan los temas de género y ha trabajado por la visibilidad de las mujeres en el mundo de la cultura y en el arte en particular. En ese sentido ha impartido en el Museo del Prado charlas y conferencias.
De 2011 a 2013 perteneció a la Junta Directiva de Mujeres en las Artes Visuales (MAV) con la que ha realizado varios proyectos expositivos y talleres, entre ellos  “Correos”, acción de la artista Belén Franco, “Reflejos, reflexiones, reflexograma” performance del grupo KB-zonas, ambas organizadas por la asociación MAV en el Museo Reina Sofia, y la exposición de la Colección Alicia Aza en el Museo Lázaro Galdiano.
Además de sus trabajos como comisaria destaca su labor de crítica para medios de comunicación como El País, La Vanguardia, Última Hora, para revistas especializadas en arte contemporáneo y pensamiento actual como las españolas: Escritura e imagen (UCM), M—arte y cultura visual, Letra Internacional, A Distancia (UNED), Mestizaje (Diario 16), Signatura (Ministerio de Cultura), Cyan, La Luna de Madrid, Comercial de la Pintura, Arteguía, Diseño Interior, Batik..., e internacionales como: Iride (Instituto Gramsci Toscano), El Mercurio (Santiago de Chile), también fue corresponsal en España de la revista francesa Beaux Arts.
Ha sido redactora de audiovisuales del programa Metrópolis de RTVE y de diversos número de vídeos sobre exposiciones temporales del Museo Reina Sofia como: Espacios para habitar, Chuck Close, Annie & Joseph Albers, Primera Generación del Vídeo, Howard Hodgkin, Gordon Matta Clark, Picasso. Tradición y Vanguardia, Adolfo Schlosser, Alberto Burri, El arte sucede. Origen de las prácticas conceptuales en España 1965—1980, Juan Gris, Alfred Stieglitz y su círculo 1905—1930, Dalí. Cultura de masas y Huellas dalinianas... 
Ha dirigido ciclos de conferencias vinculando el arte contemporáneo con otras áreas de la creación como la música, la poesía, la filosofía o la psicología: Vías paralelas en las cercanías del Arte, y cursos sobre la posmodernidad: Paisajes recientes. Está cambiando la naturaleza del Arte? para instituciones como el Museo Reina Sofia y la Universidad Internacional Menendez Pelayo.
En su faceta literaria es autora del libro de poemas Copa de Cristal (Huerga y Fierro que presentó en el Museo Thyssen Bornemisza en el año 2012). Ha dirigido  una mesa de trabajo sobre comisariado independiente para el Instituto de Arte Contemporáneo.